# Јоаким Хербут
Јоаким Хербут (Руски Крстур 14. фебруар 1928 − Скопље 15. април 2005) је био владика скопски за римокатолике и владика и апостолски визитатор за католике источног обреда у Македонији.

## Биографија
Јоаким Хербут је рођен у Руском Крстуру 14. фебруара 1928. године. Отац је био Мафтеј а мајка Меланија, рођена Њаради. Његовој мајци је владика Дионизиј Њаради био стриц.
Основну школу је завршио у Руском Крстуру а гимназију је похађао у Болу на Брачу, у Ужгороду, Новом Саду и матурирао је у Врбасу као најбољи ученик Гимназије у генерацији. 
Након матуре,1948. године је био на омладинској радној акцији, на изградњи пруге у Босни.
Богословију је завршио у Загребу. За свештеника га је посветио владика Габријел Букатко 6. јула 1952. године у цркви св. Кирила и Методија у Загребу.
Године 1962. је уписао докторске студије црквеног права у Риму. Докторирао је 1966. године дисертацијом о дисциплини поста у Византијској цркви.
За владику је посвећен 3. јануара 1970. године у Сарајеву. Посветио га је надбискуп и митрополит сарајевски, Смиљан Чекада, надбискуп београдски Габријел Букатко и набискуп и митрополит сплитско-макарски, Фране Франић.
Умро је 15. априла у Скопљу. Сахрањен је 18. априла 2005. године у Руском Крстуру, у катедралној цркви св. оца Миколаја.

## Делатност
Јоаким Хербут је био секретар римокатоличког бискупа Смиљана Чекаде у Скопљу, као и секретар владике Габријела Букатка.
Две и по године (од 1959. до 1961) службује као капелан у Руском Крстуру.
Био је именован за управника парохије у Осјеку. Био је духовник монахиња, сестара Василијанки.
Надбискуп Букатко га је 1966. године именовао за духовника у семинарији и за канцелара бискупске канцеларије и бискупског економа.
Године 1968. је у Риму на латинском језику објављена његова докторска теза као посебна књига која садржи 131 страну.
Године 1969. је био именован за бележника женидбеног суда у Загребу.
Био је управник парохије у Липовљанима.
За римокатоличког резиденцијалног скопско-призренског владику именован је 2. октобра 1969. године а за апостолског визитатора католика источног обреда Македоније био је именован 3. јула 1972. године.
Именован је за егзарха у Апостолском егзархату за католике источног обреда у Македонији 25. јануара 2001. године.
Био је члан Папске комисије за ревизију источног канонског права, све до проглашења Кодекса канона Источних Цркава1990. године. У оквирима Бискупских конференција Југославије такође је био члан појединих комисија: Литургијске комисије - секција за источни обред, Правне комисије и Мешовите комисије Бискупске конференције - Уније виших монашких настојатеља и Уније виших монашких настојатељки.